# Катастрофа R5D под Оклендом
Катастрофа R5D под Оклендом — авиационная катастрофа транспортного самолёта Douglas R5D-2 Skymaster из Корпуса морской пехоты, произошедшая в пятницу 17 февраля 1956 года в окрестностях Окленда, при этом погибли 40 человек.

## Самолёт
Douglas C-54-B-5-DO (оригинальное обозначение модели) с заводским номером 18331 был выпущен к июню 1944 года и изначально имел регистрационный номер 43-17131, так как предназначался для американских военно-воздушных сил. Однако в ВВС он не попал, а вместо этого был модернизирован до модели R5D-2 и 30 июня передан флоту, где получил бортовой номер (Bureau) 39116. 16 июля 1946 года лайнер под бортовым номером N88815 начал эксплуатироваться в гражданской авиакомпании Eastern Air Lines, но в 1951 году под прежним номером вернулся обратно на флот. По имеющимся данным, на момент происшествия борт 39116 относился к 152-й морской транспортной эскадрилье Корпуса морской пехоты (базировалась на авиабазе Эль-Торо).

## Экипаж
Экипаж самолёта состоял из пяти человек:
- Командир корабля — майор Александр Уотсон (англ. Alexander Watson);
- Помощник командира корабля — первый лейтенант Томас Э. Строган (англ. Thomas E. Straughan);
- Штурман — мастер-сержант Дональд Дж. Даун (англ. Donald J. Down);
- Бортинженер — Террелл М. Янг (англ. Terrell M. Young);
- Бортрадист — штаб-сержант Гарри Э. Найт (англ. Harry E. Knight).

## Катастрофа
В тот день экипаж должен был выполнять небольшой по продолжительности полёт (позывной — USAF116) со своей авиабазы Эль-Торо (близ Санта-Аны) на авиабазу Аламида (близ Окленда). Всего на борту в качестве пассажиров находились 34 морских пехотинца из базы Кэмп-Пендлтон (близ Сан-Диего), которые далее должны были следовать на Гавайи для несения службы, а также ещё один пехотинец, который получил увольнительную и теперь собирался навестить родных в Сан-Франциско.
С момента вылета прошло полчаса, когда в 13:42 командир Уотсон доложил диспетчерскому центру в Окленде о подходе к аэродрому назначения Аламида и, получив разрешение, начал снижаться. В регионе в это время стояла низкая облачность и моросил мелкий дождь. Из-за малой видимости лётчики старались снижаться параллельно горному хребту, не подозревая, что на самом деле они оказались в каньоне Найлз. Затем в 13:45 «Дуглас» на высоте 1300 футов (400 м) и на удалении 3,5 мили (5,6 км) к северу от Найлза (округ Аламида) врезался в склон хребта Санол (Sunol Ridge). От удара машина взорвалась, после чего, загоревшись, скатилась вниз по склону, рассеяв обломки на 300 ярдов (270 м). Через час к месту падения прибыли спасательные службы, но все 40 человек на борту (35 пассажиров и 5 членов экипажа) погибли.

## Причины
Корпусом морской пехоты была назначена следственная комиссия, которая после расследования пришла к выводу, что виновником катастрофы стал лётный экипаж, так как не выдерживал установленную схему подхода, отклонился от радиомаяка и выполнял снижение с нарушениями установленных процедур.